# Вера, Сантьяго де
Сантьяго де Вера (исп. Santiago de Vera) — губернатор Филиппин в 1584—1590.
Сантьяго де Вера родился в Алькала-де-Энарес. Некоторое время был алькальдом в Мехико.
Ещё Гонсало Ронкильо де Пеньалос и первый епископ Манилы Сантьяго де Саласар просили испанского короля учредить на Филиппинах отдельный верховный суд. В 1584 году из Мексики прибыло трое судей и была образована Королевская аудиенсия Манилы; её президентом стал Сантьяго де Вера. Вскоре временный губернатор Диего Ронкильо был обвинён в растрате имущества своего покойного дяди, и отправлен в Испанию как преступник. Новым губернатором Филиппин стал Сантьяго де Вера как глава Аудиенсии.
Во время отпевания Гонсало Ронкильо де Пеньалоса 19 марта 1583 года произошёл пожар, от которого сильно пострадала Манила, поэтому Сантьяго де Вера издал указ о том, чтобы строительство в Маниле велось из камня. Вскоре было обнаружено, что строительный камень можно легко добывать на берегах Пасига и доставлять в Манилу на лодках.
В 1587 году Сантьяго де Вера построил в Маниле первый каменный форт — Нуэстра Сеньора де Гуйа — а также начал рытьё рва вокруг города и строительство каменного бруствера вдоль берега реки. Закончены эти работы были уже при следующем губернаторе.